# 大島河内本源氏物語
大島河内本源氏物語（おおしまかわちぼんげんじものがたり）とは、源氏物語の写本のことである。現在中京大学が所蔵している。

## 概要
この写本は、昭和初期にコレクション「青谿書屋」で知られる三井合名会社理事の大島雅太郎の所有となり、その時期に所有者の名前をとって「大島本」の名前で校異源氏物語や源氏物語大成にも河内本系統の写本として校合本文の一つに採用されている。ただし、源氏物語の写本として「大島本」という時には、ほとんどの場合には現在古代学協会に所蔵されている「大島本」（現在印刷本の底本として広く用いられ、本写本と同じく大島雅太郎旧蔵の、飛鳥井雅康らにより書写されたとされる青表紙本系統の本文を持つ本）を指すことから、現在ではこの河内本の本文を持つ大島本はそれと区別するために単に「大島本」ではなく「大島河内本」などという形で呼ばれることの方が多い。
ほぼ全帖が南北朝時代までの書写と見られ、幾つか存在する補写の巻もあまり時代を下らない頃の成立と見られる。本写本は全帖にわたって河内本の本文を持っている。さらに池田亀鑑によれば河内本の写本の中でも現在「天理河内本」と呼ばれている写本に近い本文を持っているとされる。
大島雅太郎が戦後財閥解体や財産税などによって財産を失ったためにそのコレクションを維持することが出来なくなり、再度所有者を変えることになった。その後青表紙本の大島本と同じく小汀利得の所蔵となり、1980年（昭和55年）に中京大学図書館の所蔵となった。そのために本写本は現在「中京大学本」とよばれることもあるが、中京大学には本写本以外に54中5帖のみ現存する麦生本や阿里莫本に近い別本の本文を持った写本があり、これも「中京大学本源氏物語」と呼ばれることがある。

## 「校本源氏物語」の底本
池田亀鑑は校異源氏物語や源氏物語大成として結実することになる源氏物語の校本作成の作業において、最終的には（青表紙本の）大島本を底本として事業を完成させたが、その初期には「校本源氏物語」の名称で河内本の写本を底本として作業を進めていたとされている。この時期の底本が何であったのかについては1931年（昭和6年）に「校本源氏物語」と呼ばれた最終的な稿本を完成したとして1932年（昭和7年）11月19日および20日に東京帝国大学文学部国文学科において完成記念の展観会が開催された際に発行された『源氏物語に関する展観書目録』に、
一二二　校本源氏物語底本　河内本（禁裏御本転写）　（室町時代）写
とする程度の断片的な資料しか残っておらず、不明な点が多い。
現在天理図書館に所蔵されている「天理河内本」と呼ばれている写本がかつて池田亀鑑の所蔵であり、池田亀鑑が

本書は学会の重宝として貴重す

へき希有の珍本にしてよろしく校本源

氏物語の底本として学界に弘布す

へきものなり

昭和七年十一月　識之

と記した紙片が付されていることから、このときの底本はこの写本であろうと考えられるようになった。しかしながら、池田亀鑑の弟である池田晧は、「底本は数回変更された。」と語っており、また『源氏物語大成研究資料編』での「重要諸本の解説」の「桃園文庫蔵源氏物語」（現天理河内本）の項に以下のような記述がある。

　五十四帖。この本は袋綴、小型の楮紙。ほぼ同筆で書かれてゐる。室町中期の写本で、系統は大島本に一致する河内本。虫損が甚だしく、所々読み得ない文字もあるが、朱の句点・声点など河内本の特色を具へてゐる。大島本が出現するまで河内本の底本として校異源氏物語に採用されたが、戦争中不幸にして佚亡のやむなきに至つたものである。

ここに記されている「大島本に一致する河内本」と「大島本が出現するまで河内本の底本として校異源氏物語に採用された」というふたつの「大島本」について、伊藤鉃也は最初の「大島本」は「天理河内本に近い本文を持っている」とのことから「河内本の大島本」であることはおそらく間違いないものの、下の「大島本」については最終的に校異源氏物語の底本となった「青表紙本の大島本」であるとする解釈の他にこの「河内本の大島本」であるとする解釈も成り立つとして、もしそうであるとするとこの「大島河内本」は「天理河内本」以後（青表紙本）「大島本」以前のある時期に校本源氏物語の底本であったことになるとしている。

## 翻刻
2008年（平成20年）より中京大学の紀要『中京大学文学部紀要』及び『中京大学図書館学紀要』において順次翻刻が公表されている。
- 原國人・森下純昭・酒井敏・長谷川端・龍澤彩・原由来恵・鈴村友子・加藤幹子・矢崎洋平・犬飼めぐみ「中京大学図書館蔵『源氏物語』翻刻(1) 」中京大学学術研究会編『中京大学文学部紀要』第43巻第1号（通号第121号）、2008年（平成20年）10月31日、中京大学文学部、pp. 278（一）-109（百七十）,図巻末6p
- 原國人・森下純昭・酒井敏・長谷川端・龍澤彩・原由来恵・鈴村友子・加藤幹子・矢崎洋平・犬飼めぐみ「中京大学図書館蔵『源氏物語』翻刻(2)「若菜下」」中京大学図書館編『中京大学図書館学紀要』第30号、2009年（平成21年）5月31日、pp. 316（一）-141（一七六）,図版4p
- 原國人・森下純昭・酒井敏・長谷川端・龍澤彩・原由来恵・鈴村友子・加藤幹子・矢崎洋平・犬飼めぐみ・加古裕也・樋口勲「中京大学図書館蔵『源氏物語』翻刻(3) 」中京大学学術研究会編『中京大学文学部紀要』第45巻第1号（通号第125号）、2010年（平成22年）10月15日、中京大学文学部、pp. 1-70,図巻頭5p
- 原國人・森下純昭・酒井敏・長谷川端・龍澤彩・原由来恵・鈴村友子・加藤幹子・矢崎洋平・犬飼めぐみ・加古裕也・樋口勲「中京大学図書館蔵『源氏物語』翻刻(4) 」中京大学学術研究会編『中京大学文学部紀要』第45巻第2号（通号第126号）、2011年（平成23年）3月15日、中京大学文学部、pp. 1-92
- 原國人・森下純昭・酒井敏・長谷川端・龍澤彩・原由来恵・加藤幹子・犬飼めぐみ・加古裕也・樋口勲・佐藤綾佳「中京大学図書館蔵『源氏物語』翻刻(6) 」中京大学学術研究会編『中京大学文学部紀要』第46巻第1号（通号第127号）、2011年（平成23年）10月15日、中京大学文学部、pp. 1-96,図巻頭2p
- 原國人・森下純昭・酒井敏・龍澤彩・原由来恵・加藤幹子・犬飼めぐみ・加古裕也・樋口勲・佐藤綾佳「中京大学図書館蔵『源氏物語』翻刻(7) 」中京大学学術研究会編『中京大学文学部紀要』第46巻第2号（通号第128号）、2012年（平成24年）3月15日、中京大学文学部、pp. 1-88,図巻頭1枚
- 原國人・森下純昭・酒井敏・原由来恵・加藤幹子・犬飼めぐみ・加古裕也・樋口勲・佐藤綾佳「中京大学図書館蔵『源氏物語』翻刻(8) 」中京大学文学部編『中京大学文学部紀要』第47巻第1号（通号第129号）、2012年（平成24年）10月15日、中京大学文学部、pp. 1-33,図巻頭2p
- 原國人・森下純昭・酒井敏・加藤幹子・犬飼めぐみ・佐藤綾佳「中京大学図書館蔵『源氏物語』翻刻(9) 」中京大学文学部編『中京大学文学部紀要』第47巻第2号（通号第130号）、2013年（平成25年）3月15日、中京大学文学部、pp. 1-37,図巻頭2p
- 原國人・森下純昭・酒井敏・原由来恵・加藤幹子・佐藤綾佳「中京大学図書館蔵『源氏物語』翻刻(10)」中京大学学術研究会編『中京大学文学部紀要』第48巻第1号（通号第131号）、中京大学文学部、2013年（平成25年）10月15日、pp. 1-61,図巻頭6p
- 原國人・森下純昭・酒井敏・原由来恵・加藤幹子・佐藤綾佳「中京大学図書館蔵『源氏物語』翻刻(11)」中京大学学術研究会編『中京大学文学部紀要』第48巻第2号（通号第132号）、中京大学文学部 、2014年（平成26年）3月15日、pp. 1-30,図巻頭1枚

現在までに成果が公表されている巻は以下の通りであり、公表される巻の順序は以下のように巻序の順番通りではない。
- 第01帖 桐壺 [6]　原國人翻刻
- 第03帖 空蝉 [7] 加藤幹子翻刻
- 第05帖 若紫 [8] 原國人・加藤幹子・加古裕也・樋口勲・佐藤綾佳・犬飼めぐみ翻刻
- 第06帖 末摘花[9]佐藤綾佳翻刻
- 第09帖 葵 [10] 加藤幹子・加古裕也・樋口勲・佐藤綾佳翻刻
- 第11帖 花散里 [11] 加藤幹子翻刻
- 第15帖 蓬生 [12] 矢崎洋平・加藤幹子翻刻
- 第16帖 関屋 [13] 樋口勲・佐藤綾佳翻刻
- 第17帖 絵合 [14] 加藤幹子翻刻
- 第20帖 朝顔 [15] 加藤幹子翻刻
- 第23帖 初音[16]加藤幹子翻刻
- 第27帖 篝火 [17] 加藤幹子翻刻
- 第28帖 野分 [18] 加藤幹子翻刻
- 第35帖 若菜下　[19] 原國人・鈴村友子・加藤幹子・犬飼めぐみ・矢崎洋平翻刻
- 第44帖 竹河 [20] 鈴村友子翻刻
- 第42帖 匂宮 [21] 原國人・加藤幹子・犬飼めぐみ・加古裕也・樋口勲翻刻
- 第43帖 紅梅 [22] 犬飼めぐみ・加古裕也・加藤幹子・樋口勲翻刻
- 第54帖 夢浮橋 [23] 樋口勲翻刻